# 특별경보
특별경보(일본어: 特別警報 도쿠베쓰케이호[*], Emergency Warning)는 일본 기상청에서 일본 내에 여러 자연재해, 수해, 지진, 화산 분화 등 중대한 재해가 일어날 우려가 매우 클 경우 경고를 위해 발령하는 경보이다. 경보의 일종이긴 하지만 경보 발표 기준을 훨씬 넘는 규모의 재해가 일어나 막대한 피해를 입을 수 있으며 최대한의 경계가 필요한 경우에 발령한다.
2013년 8월 30일 처음으로 운용이 시작되었다. 운용 시작 당시에는 홋카이도 7개 구역, 오키나와 4개 구역으로 나눠 구분하고 나머지 지역은 도도부현별로 구별하여 발표했다. 2019년 5월서부터 운용을 시작한 방재기상정보의 경계 수준에서는 호우특별경보 중 가장 높은 단계인 5단계에 해당한다.
특별경보는 역사상 경험한 적 없는 이례적인 규모의 재해가 올 것으로 예상되거나, 지금까지 수십년 간 재해가 일어난 적이 없던 지역에서 재해 가능성이 높을 때 주로 발령한다. 특별경보가 발령된 지역의 주민들은 생명을 위해 즉시 생명을 지키는 행동을 해야한다고 설명하고 있다. 여기서 "생명을 지키는 행동"이란 무조건 타 지역으로 대피하는 것만을 포함하는 것이 아니며, 만일 피난을 위해 다른 곳으로 이동하기가 매우 위험할 경우 실내의 더 안전한 장소로 이동하는 등 각 상황에 따라 적절한 조치를 취하는 것을 의미한다.